# Tournoi de clôture du championnat du Costa Rica de football 2011
Navigation
Saison précédente Saison suivante
Le tournoi Clausura 2011 est le huitième tournoi saisonnier de football disputé au Costa Rica.
C'est cependant la 93e fois que le titre de champion du Costa Rica est remis en jeu.
Lors de ce tournoi, le LD Alajuelense a conservé son titre de champion du Costa Rica face aux onze meilleurs clubs costariciens.
Chacun des douze clubs participant au championnat était confrontés deux fois aux cinq autres équipes de son groupe et une fois aux six équipes de l'autre groupe. Puis les meilleurs se sont affrontés lors d'une phase finale à la fin de la saison.
Seulement une place était qualificative pour la Ligue des champions de la CONCACAF.

## Les 12 clubs participants
| \| San José: AD Barrio México Deportivo Saprissa Universidad LD Alajuelense I Brujas Escazu CS Cartagines CS Herediano Limon FC Municipal Pérez Zeledon Puntarenas FC AD San Carlos SD Santos San José \| Localisation des clubs. |
| San José: AD Barrio México Deportivo Saprissa Universidad LD Alajuelense I Brujas Escazu CS Cartagines CS Herediano Limon FC Municipal Pérez Zeledon Puntarenas FC AD San Carlos SD Santos San José                               |

| Club                    | Stade                                   | Capacité | Ville                  |
| LD Alajuelense          | Stade Alejandro Morera Soto             | 17 900   | Alajuela               |
| AD Barrio México        | Stade Coyella Fonseca (es)              | 4 500    | Guadalupe              |
| Brujas Escazu           | Stade Jorge Hernán Monge                | 5 500    | Desamparados           |
| CS Cartagines           | Stade José Rafael Fello Meza Ivankovich | 13 500   | Cartago                |
| CS Herediano            | Stade Eladio Rosabal Cordero            | 8 100    | Heredia                |
| Limon FC                | Stade Nuevo de Limón                    | 3 000    | Puerto Limón           |
| Municipal Pérez Zeledon | Stade Municipal Pérez Zeledón           | 6 000    | San Isidro del General |
| Puntarenas FC           | Stade Lito Pérez                        | 4 100    | Puntarenas             |
| AD San Carlos           | Stade Carlos Ugalde Álvarez             | 5 600    | Ciudad Quesada         |
| SD Santos               | Stade Ebal Rodríguez                    | 3 000    | Guápiles               |
| Deportivo Saprissa      | Stade Ricardo Saprissa                  | 23 100   | San José               |
| Universidad             | Stade Ecológico                         | 1 800    | San José               |

## Compétition
Le tournoi Clausura se déroule de la même façon que les tournois saisonniers précédents, en deux phases :
- La phase de qualification : les seize journées de championnat.
- La phase finale : les matchs aller-retour allant des quarts de finale à la finale.

### Phase de qualification
Lors de la phase de qualification les douze équipes affrontent à deux reprises les équipes de leur groupe et une fois les équipes de l'autre groupe selon un calendrier tiré aléatoirement.
Les équipes sont divisées en deux groupes de six, les deux meilleures de chaque groupe sont directement qualifiées pour les quarts de finale et sont rejointes par les quatre meilleures équipes au classement général qui ne sont pas déjà qualifiées par le biais des groupes.
Le classement est établi sur le barème de points classique (victoire à 3 points, match nul à 1, défaite à 0).
Le départage final se fait selon les critères suivants :
- Le nombre de points.
- La différence de buts générale.
- La différence de buts particulière.
- Le nombre de buts marqué.

#### Classements de groupe
Les deux premiers de chaque groupe sont qualifiés directement pour les quarts de finale.
| Rang | Équipe                  | Pts | J  | G  | N | P  | Bp | Bc | Diff |
| ---- | ----------------------- | --- | -- | -- | - | -- | -- | -- | ---- |
| 1    | Deportivo Saprissa      | 33  | 16 | 10 | 3 | 3  | 31 | 14 | +17  |
| 2    | Limon FC (P)            | 29  | 16 | 8  | 5 | 3  | 31 | 18 | +13  |
| 3    | CS Cartagines           | 28  | 16 | 7  | 7 | 2  | 25 | 14 | +11  |
| 4    | Municipal Pérez Zeledon | 21  | 16 | 6  | 3 | 7  | 23 | 21 | +2   |
| 5    | Puntarenas FC           | 11  | 16 | 3  | 2 | 11 | 16 | 27 | -11  |
| 6    | AD Barrio México        | 8   | 16 | 2  | 2 | 12 | 11 | 37 | -26  |

| Rang | Équipe             | Pts | J  | G | N | P | Bp | Bc | Diff |
| ---- | ------------------ | --- | -- | - | - | - | -- | -- | ---- |
| 1    | LD Alajuelense (T) | 31  | 16 | 9 | 4 | 3 | 26 | 20 | +6   |
| 2    | AD San Carlos      | 30  | 16 | 9 | 3 | 4 | 23 | 16 | +7   |
| 3    | CS Herediano       | 26  | 16 | 6 | 8 | 2 | 25 | 19 | +6   |
| 4    | SD Santos          | 16  | 16 | 4 | 4 | 8 | 18 | 24 | -6   |
| 5    | Brujas Escazu      | 16  | 16 | 4 | 4 | 8 | 22 | 31 | -9   |
| 6    | Universidad        | 15  | 16 | 4 | 3 | 9 | 18 | 28 | -10  |

| Légende : Qualifications et relégations | Légende : Qualifications et relégations                  |
| --------------------------------------- | -------------------------------------------------------- |
|                                         | Qualifié pour les quarts de finale                       |
|                                         | (T) : Tenant du titre (P) : Promu de la saison 2009-2010 |

#### Classement commun
Les quatre meilleures équipes tous groupes confondus qui ne sont pas déjà qualifiées rejoignent les quatre autres en quarts de finale.
| Rang | Équipe                  | Pts | J  | G  | N | P  | Bp | Bc | Diff |
| ---- | ----------------------- | --- | -- | -- | - | -- | -- | -- | ---- |
| 1    | Deportivo Saprissa      | 33  | 16 | 10 | 3 | 3  | 31 | 14 | +17  |
| 2    | LD Alajuelense (T)      | 31  | 16 | 9  | 4 | 3  | 26 | 20 | +6   |
| 3    | AD San Carlos           | 30  | 16 | 9  | 3 | 4  | 23 | 16 | +7   |
| 4    | Limon FC (P)            | 29  | 16 | 8  | 5 | 3  | 31 | 18 | +13  |
| 5    | CS Cartagines           | 28  | 16 | 7  | 7 | 2  | 25 | 14 | +11  |
| 6    | CS Herediano            | 26  | 16 | 6  | 8 | 2  | 25 | 19 | +6   |
| 7    | Municipal Pérez Zeledon | 21  | 16 | 6  | 3 | 7  | 23 | 21 | +2   |
| 8    | SD Santos               | 16  | 16 | 4  | 4 | 8  | 18 | 24 | -6   |
| 9    | Brujas Escazu           | 16  | 16 | 4  | 4 | 8  | 22 | 31 | -9   |
| 10   | Universidad             | 15  | 16 | 4  | 3 | 9  | 18 | 28 | -10  |
| 11   | Puntarenas FC           | 11  | 16 | 3  | 2 | 11 | 16 | 27 | -11  |
| 12   | AD Barrio México        | 8   | 16 | 2  | 2 | 12 | 11 | 37 | -26  |

| Légende : Qualifications et relégations | Légende : Qualifications et relégations                               |
| --------------------------------------- | --------------------------------------------------------------------- |
|                                         | Qualifié pour les quarts de finale par leur position dans leur groupe |
|                                         | Qualifié pour les quarts de finale par leur position générale         |
|                                         | (T) : Tenant du titre (P) : Promu de la saison 2009-2010              |

#### Matchs
| Résultats (▼dom., ►ext.)                                   | Alaj | Bar | Bruj | Cart | Here | Lim | Muni | Punt | SanC | Sant | Sapr | Univ |
| AD San Carlos                                              |      | 3-0 | 2-1  | 1-0  | 2-1  |     | 1-2  | 2-0  |      |      | 1-0  | 1-0  |
| Brujas Escazu                                              | 3-3  |     |      |      | 2-2  | 0-4 | 3-0  |      | 1-3  | 1-1  | 1-2  | 1-2  |
| AD Barrio México                                           |      | 0-2 |      | 1-3  |      | 0-3 | 3-2  | 0-3  | 1-2  | 1-0  |      | 2-4  |
| CS Cartagines                                              |      | 1-1 | 3-0  |      |      | 1-2 | 1-1  | 4-1  | 2-2  | 2-0  |      | 1-0  |
| CS Herediano                                               | 3-2  | 2-1 | 1-1  | 3-3  |      |     | 0-1  | 2-2  |      |      | 2-0  | 1-0  |
| Deportivo Saprissa                                         | 3-0  |     | 3-0  | 0-0  | 0-2  |     |      | 0-3  | 1-0  | 2-0  | 3-0  |      |
| LD Alajuelense                                             | 0-0  | 4-1 |      |      | 1-1  | 2-1 |      |      | 1-0  | 3-2  | 3-2  | 2-2  |
| Limon FC                                                   |      | 2-1 | 1-1  | 2-2  |      | 0-2 | 1-0  |      | 4-0  | 3-1  |      | 3-0  |
| Municipal Pérez Zeledon                                    | 0-1  |     | 3-0  | 0-1  | 2-2  | 2-3 |      | 1-1  |      | 3-1  | 3-0  |      |
| Puntarenas FC                                              | 0-2  |     | 3-0  | 0-1  | 0-1  | 2-2 |      | 1-4  | 1-2  |      | 2-0  |      |
| SD Santos                                                  | 1-1  | 1-2 | 2-0  | 0-0  | 1-1  |     | 1-2  | 1-1  |      |      |      | 4-1  |
| Universidad                                                | 2-1  | 1-2 |      |      | 1-1  | 2-2 | 1-2  |      | 1-0  | 0-2  | 1-3  |      |
| - Victoire à domicile - Match nul - Victoire à l'extérieur |      |     |      |      |      |     |      |      |      |      |      |      |

#### Classement cumulatif
| Rang | Équipe                  | Pts | J  | G  | N  | P  | Bp | Bc | Diff |
| ---- | ----------------------- | --- | -- | -- | -- | -- | -- | -- | ---- |
| 1    | LD Alajuelense (C)      | 67  | 32 | 20 | 7  | 5  | 55 | 33 | +22  |
| 2    | CS Herediano            | 55  | 32 | 14 | 13 | 5  | 58 | 37 | +21  |
| 3    | AD San Carlos           | 55  | 32 | 16 | 7  | 9  | 42 | 34 | +8   |
| 4    | CS Cartagines           | 51  | 32 | 13 | 12 | 6  | 47 | 34 | +13  |
| 5    | Deportivo Saprissa      | 49  | 32 | 14 | 7  | 11 | 57 | 41 | +16  |
| 6    | Limon FC (P)            | 46  | 32 | 13 | 7  | 12 | 49 | 40 | +9   |
| 7    | Municipal Pérez Zeledon | 42  | 32 | 11 | 6  | 14 | 40 | 43 | -3   |
| 8    | AD Barrio México        | 39  | 32 | 11 | 6  | 15 | 37 | 53 | -16  |
| 9    | Brujas Escazu           | 37  | 32 | 10 | 7  | 15 | 55 | 60 | -5   |
| 10   | SD Santos               | 36  | 32 | 8  | 12 | 12 | 34 | 50 | -16  |
| 11   | Puntarenas FC           | 29  | 32 | 8  | 5  | 19 | 39 | 54 | -15  |
| 12   | Universidad             | 23  | 32 | 6  | 5  | 21 | 31 | 66 | -35  |

| Légende : Qualifications et relégations | Légende : Qualifications et relégations                                           |
| --------------------------------------- | --------------------------------------------------------------------------------- |
|                                         | Ligue des champions de la CONCACAF 2011-2012 (Phase de groupes)                   |
|                                         | Ligue des champions de la CONCACAF 2011-2012 (Tour préliminaire)                  |
|                                         | Relégué en Segunda División                                                       |
|                                         | (C) : Vainqueur des deux tournois de la saison (P) : Promu de la saison 2009-2010 |

### La Phase Finale
Les huit équipes qualifiées sont réparties dans le tableau final d'après leur classement général.
En cas d'égalité lors des deux premiers tours, c'est l'équipe la mieux classée qui se qualifie. Par contre lors de la finale, si les deux équipes sont à égalité sur la somme des deux matchs des prolongations puis une séance de tirs au but ont lieu.

#### Tableau
|  |                         |               |               |               |                    |     |   |            |            |            |            |                |     |   |        |        |        |        |        |  |  |
|  | 1/4 de finale           | 1/4 de finale | 1/4 de finale | 1/4 de finale | 1/4 de finale      |     |   | 1/2 finale | 1/2 finale | 1/2 finale | 1/2 finale | 1/2 finale     |     |   | Finale | Finale | Finale | Finale | Finale |  |  |
|  |                         |               |               |               |                    |     |   |            |            |            |            |                |     |   |        |        |        |        |        |  |  |
|  |                         |               |               |               |                    |     |   |            |            |            |            |                |     |   |        |        |        |        |        |  |  |
|  | LD Alajuelense          | (2)           | 1             | 1             |                    |     |   |            |            |            |            |                |     |   |        |        |        |        |        |  |  |
|  | LD Alajuelense          | (2)           | 1             | 1             |                    |     |   |            |            |            |            |                |     |   |        |        |        |        |        |  |  |
|  | Municipal Pérez Zeledon | (7)           | 1             | 0             |                    |     |   |            |            |            |            |                |     |   |        |        |        |        |        |  |  |
|  | Municipal Pérez Zeledon | (7)           | 1             | 0             | LD Alajuelense     | (2) | 2 | 4          |            |            |            |                |     |   |        |        |        |        |        |  |  |
|  |                         |               |               |               |                    | (2) | 2 | 4          |            |            |            |                |     |   |        |        |        |        |        |  |  |
|  |                         |               | CS Herediano  | (6)           | 4                  | 0   |   |            |            |            |            |                |     |   |        |        |        |        |        |  |  |
|  | Limon FC                | (4)           | CS Herediano  | (6)           | 4                  | 0   | 0 | 2          |            |            |            |                |     |   |        |        |        |        |        |  |  |
|  | Limon FC                | (4)           |               |               |                    |     |   |            |            |            |            |                |     |   |        |        |        |        |        |  |  |
|  | CS Herediano            | (6)           | 2             | 2             |                    |     |   |            |            |            |            |                |     |   |        |        |        |        |        |  |  |
|  | CS Herediano            | (6)           | 2             | 2             |                    |     |   |            |            |            |            | LD Alajuelense | (2) | 1 | 1      |        |        |        |        |  |  |
|  |                         |               |               |               |                    |     |   |            |            |            |            | LD Alajuelense | (2) | 1 | 1      |        |        |        |        |  |  |
|  |                         | AD San Carlos | (3)           | 0             | 0                  |     |   |            |            |            |            |                |     |   |        |        |        |        |        |  |  |
|  | Deportivo Saprissa      | AD San Carlos | (3)           | 0             | 0                  | (1) | 2 | 1          |            |            |            |                |     |   |        |        |        |        |        |  |  |
|  | Deportivo Saprissa      |               |               |               |                    |     | 2 | 1          |            |            |            |                |     |   |        |        |        |        |        |  |  |
|  | SD Santos               | (8)           | 1             | 1             |                    |     |   |            |            |            |            |                |     |   |        |        |        |        |        |  |  |
|  | SD Santos               | (8)           | 1             | 1             | Deportivo Saprissa | (1) | 2 | 0          |            |            |            |                |     |   |        |        |        |        |        |  |  |
|  |                         |               |               |               |                    | (1) | 2 | 0          |            |            |            |                |     |   |        |        |        |        |        |  |  |
|  |                         |               | AD San Carlos | (3)           | 1                  | 2   |   |            |            |            |            |                |     |   |        |        |        |        |        |  |  |
|  | AD San Carlos           | (3)           | AD San Carlos | (3)           | 1                  | 2   | 1 | 4          |            |            |            |                |     |   |        |        |        |        |        |  |  |
|  | AD San Carlos           | (3)           |               |               |                    |     | 1 | 4          |            |            |            |                |     |   |        |        |        |        |        |  |  |
|  | CS Cartagines           | (5)           | 1             | 1             |                    |     |   |            |            |            |            |                |     |   |        |        |        |        |        |  |  |
|  | CS Cartagines           | (5)           | 1             | 1             |                    |     |   |            |            |            |            |                |     |   |        |        |        |        |        |  |  |

#### Quarts de finale
| Club               | Aller | Retour | Club                    | Commentaire |
| Deportivo Saprissa | 2-1   | 1-1    | SD Santos               |             |
| AD San Carlos      | 1-1   | 4-1    | CS Cartagines           |             |
| Limon FC           | 0-2   | 2-2    | CS Herediano            |             |
| LD Alajuelense     | 1-1   | 1-0    | Municipal Pérez Zeledon |             |

#### Demi-finales
| Club               | Aller | Retour | Club          | Commentaire |
| Deportivo Saprissa | 2-1   | 0-2    | AD San Carlos |             |
| LD Alajuelense     | 2-4   | 4-0    | CS Herediano  |             |

#### Finale
| Match aller | AD San Carlos | 0:1   | LD Alajuelense       | Stade Carlos Ugalde Álvarez                    |                                                |
| 8 mai 2011  |               | (0:0) | José Salvatierra 79e | Spectateurs : 6 000 Arbitrage : Randall Poveda | Spectateurs : 6 000 Arbitrage : Randall Poveda |

| Match retour | LD Alajuelense   | 1:0   | AD San Carlos | Stade Alejandro Morera Soto                |                                            |
| 14 mai 2011  | Kevin Sancho 81e | (0:0) |               | Spectateurs : 15 000 Arbitrage : Hugo Cruz | Spectateurs : 15 000 Arbitrage : Hugo Cruz |

## Bilan du tournoi
| Tableau d'Honneur |                |
| Compétition       | Vainqueur      |
| Clausura 2011     | LD Alajuelense |

| Qualifications continentales 2011-2012 |                |
| Ligue des champions                    | Qualifiés      |
| Phase de groupes                       | LD Alajuelense |
| Tour Préliminaire                      | CS Herediano   |

| Promotions et relégations   |                              |
| Relégué en Segunda División | Universidad AD Barrio México |
| Promu de Segunda División   | AD Belén (en)                |

## Statistiques

### Buteurs
| Rang | Nom            | Équipe        | Buts |
| 1    | Minor Díaz     | Universidad   | 12   |
| 2    | Álvaro Sánchez | AD San Carlos | 10   |
| 3    | Eric Scott     | AD San Carlos | 9    |
| 4    | Kareem Mclean  | Limon FC      | 7    |
| 4    | Randall Brenes | CS Cartagines | 7    |